# Caridae
Caridae je malá čeleď Gondwanských brouků, nosatců. Jsou zařazováni mezi primitivní nosatce, protože jejich tykadla jsou spíše přímá, než zahnutá, nasazení tykadel na nosci není z pohledu shora vidět. Broukům čeledi Caridae také chybí průduchy na 6 a 7 článku zadečku.
Obvykle jsou nalézáni na cypřišovitých stromech. Brouci rodu Car jsou nalézáni na stromech rodu Callitris, rod Caenominurus na stromech rodu Austrocedrus a Pilgerodendron.